# Berberis taronensis
Berberis taronensis är en berberisväxtart som beskrevs av Ahrendt. Berberis taronensis ingår i släktet berberisar, och familjen berberisväxter. Inga underarter finns listade i Catalogue of Life.